# Euadenia trifoliolata
Euadenia trifoliolata är en kaprisväxtart som först beskrevs av Julius Heinrich Karl Schumann och Thonn., och fick sitt nu gällande namn av Daniel Oliver. Euadenia trifoliolata ingår i släktet Euadenia och familjen kaprisväxter. Inga underarter finns listade i Catalogue of Life.